# Йокам, Дуайт
Дуайт Дэвид Йокам, (англ. Dwight David Yoakam; род. 23 октября 1956, Пайквилл, Кентукки, США) — американский кантри-исполнитель, автор песен, актёр. Записал более 20 альбомов и сборников, общий тираж которых составил 25 миллионов экземпляров. Снялся более чем в 25 полнометражных фильмах, среди которых выделяются две части «Адреналина» и «Бандитки».

## Студийные альбомы
| Год  | Альбом                                                                                      | Высшая позиция в чартах | Высшая позиция в чартах | Высшая позиция в чартах | Высшая позиция в чартах | Высшая позиция в чартах | Высшая позиция в чартах | Высшая позиция в чартах | Высшая позиция в чартах | Высшая позиция в чартах | Статус альбома                       |
| Год  | Альбом                                                                                      | US Country              | US                      | US Indie                | CAN Country             | CAN                     | AUS                     | NZ                      | SWE                     | UK                      | Статус альбома                       |
| ---- | ------------------------------------------------------------------------------------------- | ----------------------- | ----------------------- | ----------------------- | ----------------------- | ----------------------- | ----------------------- | ----------------------- | ----------------------- | ----------------------- | ------------------------------------ |
| 1984 | Guitars, Cadillacs, Etc., Etc. - Дата выхода: 1984 - Лейбл: Oak                             | —                       | —                       | —                       | —                       | —                       | —                       | —                       | —                       | —                       |                                      |
| 1986 | Guitars, Cadillacs, Etc., Etc. - Дата выхода: 19 августа 1986 года - Лейбл: Reprise Records | 1                       | 61                      | —                       | —                       | —                       | —                       | —                       | —                       | —                       | - US: 2× Platinum                    |
| 1987 | Hillbilly Deluxe - Дата выхода: 7 июля 1987 - Лейбл: Reprise Records                        | 1                       | 55                      | —                       | —                       | 27                      | —                       | 17                      | 33                      | 72                      | - US: Platinum                       |
| 1988 | Buenas Noches From a Lonely Room - Дата выхода: 2 августа 1988 - Лейбл: Reprise Records     | 1                       | 68                      | —                       | 17                      | 47                      | —                       | 37                      | 37                      | 87                      | - US: Platinum                       |
| 1990 | If There Was a Way - Дата выхода: 30 октября 1990 - Лейбл: Reprise Records                  | 7                       | 96                      | —                       | —                       | —                       | —                       | —                       | —                       | —                       | - US: Platinum - CAN: Platinum       |
| 1993 | This Time - Дата выхода: 23 марта 1993 - Лейбл: Reprise Records                             | 4                       | 25                      | —                       | 1                       | 19                      | —                       | —                       | —                       | —                       | - US: 3× Platinum - CAN: 2× Platinum |
| 1995 | Gone - Дата выхода: 31 октября 1995 - Лейбл: Reprise Records                                | 5                       | 30                      | —                       | 5                       | 42                      | 17                      | —                       | —                       | —                       | - US: Gold - CAN: Gold               |
| 1998 | A Long Way Home - Дата выхода: 9 июня 1998 - Лейбл: Reprise Records                         | 11                      | 60                      | —                       | 12                      | 67                      | —                       | —                       | —                       | —                       |                                      |
| 2000 | Tomorrow’s Sounds Today - Дата выхода: 31 октября 2000 - Лейбл: Reprise Records             | 7                       | 68                      | —                       | *                       | —                       | —                       | —                       | —                       | —                       |                                      |
| 2001 | South of Heaven, West of Hell - Дата выхода: 2 октября 2001 - Лейбл: Warner Bros. Nashville | 59                      | —                       | —                       | *                       | —                       | —                       | —                       | —                       | —                       |                                      |
| 2003 | Population Me - Дата выхода: 24 июня 2003 - Лейбл: Electrodic/Audium                        | 8                       | 75                      | 3                       | *                       | —                       | —                       | —                       | —                       | —                       |                                      |
| 2005 | Blame the Vain - Дата выхода: 14 июня 2005 - Лейбл: New West Records                        | 8                       | 54                      | 3                       | 10                      | —                       | —                       | —                       | 47                      | —                       |                                      |